# Adriatica Ionica Race
A Adriatica Ionica (oficialmente: Adriatica Ionica Race é uma corrida ciclista por etapas europeia criada no ano 2018 com o fim de percorrer e promover os territórios banhados pelos mares Adriático e Jónico.
A primeira edição correu-se entre a 20 e a 24 de junho de 2018 como corrida de categoria 2.1 do UCI Europe Tour percorrendo o noroeste italiano e foi vencida pelo ciclista colombiano Iván Ramiro Sosa.
A corrida conta com um plano de expansão a 5 anos em onde seu percurso procurará passar de cinco etapas da edição inaugural até chegar a 10 etapas em edições futuras mediante a extensão paulatina de seu percurso para atravessar um total de 9 países, todos eles com costa ou próximos aos mares Adriático e o Jónico, em onde para o ano 1 se inclui Áustria, no ano 2 Eslovénia e Croácia, no ano 3 Bósnia e Montenegro, no ano 4 Macedônia e Albânia e no ano 5 Grécia.

## Palmarés
| Ano  | Vencedor          | Segundo            | Terceiro       |           |
| ---- | ----------------- | ------------------ | -------------- | --------- |
| 2018 | Iván Ramiro Sosa  | Giulio Ciccone     | Ildar Arslanov |           |
| 2019 | Mark Padun        | Ben Hermans        | James Knox     |           |
| 2020 | cancelado         | cancelado          | cancelado      | cancelado |
| 2021 | Lorenzo Fortunato | Merhawi Kudus      | Vadim Pronskiy |           |
| 2022 | Filippo Zana      | Natnael Tesfatsion | Vadim Pronskiy |           |
| 2023 | cancelado         | cancelado          | cancelado      | cancelado |
| 2024 | cancelado         | cancelado          | cancelado      | cancelado |

## Palmarés por países
| País     | Vitórias |
| -------- | -------- |
| Colômbia | 1        |
| Ucrânia  | 1        |
| Itália   | 1        |